# 松平近禎
松平 近禎（まつだいら ちかよし）は、江戸時代中期の大名。豊後国府内藩3代藩主。親清流大給松平家7代当主。官位は従五位下・筑前守、相模守、阿波守、右近将監、対馬守。

## 略歴
2代藩主・松平近陳の次男。母は阿部重次の娘。
宝永2年（1705年）11月11日、父の隠居により家督を継ぐ。奏者番、寺社奉行を兼務した。藩政においては新川新港の建設や、城下でたびたび起こる火事に備えての防水路拡大建設に努めている。長男の虎之助は早世したため、甥で婿養子の近貞が跡を継いだ。

## 系譜
父母
- 松平近陳（父）
- 阿部重次の娘（母）

正室
- 松平典信の娘

子女
- 松平虎之助
- 於吹 ー 植村家敬正室
- 松平近貞正室
- 内藤頼卿正室

養子、養女
- 松平近貞 ー 三宅康雄の三男
- 大岡忠宜正室 ー 松平近苗の娘